# Titularerzbistum Claudiopolis in Honoriade
Claudiopolis in Honoriade (ital.: Claudiopoli di Onoriade) ist ein Titularerzbistum der römisch-katholischen Kirche. 
Es geht zurück auf ein untergegangenes Bistum der antiken Stadt Claudiopolis in der römischen Provinz Bithynia et Pontus, Paphlagonia bzw. in der Spätantike Honorias.
| Titularerzbischöfe von Claudiopolis in Honoriade |                                             |                                                                  |                    |                    |
| Nr.                                              | Name                                        | Amt                                                              | von                | bis                |
| 1                                                | Thomas de Paredes OESA                      | Weihbischof in Granada (Königreich Spanien)                      | 14. Oktober 1652   |                    |
| 2                                                | Jean-Baptiste Adhémar de Monteil de Grignan | Koadjutorerzbischof von Arles (Frankreich)                       | 3. August 1667     | 9. März 1689       |
| 3                                                | Piotr Tarło                                 | Weihbischof in Posen (Polen-Litauen)                             | 30. Januar 1713    | 1717               |
| 4                                                | Walenty Konstanty Czulski                   | Weihbischof in Chełm (Polen-Litauen)                             | 12. Februar 1721   | 1724               |
| 5                                                | Joannes Nicastro                            |                                                                  | 11. September 1724 |                    |
| 6                                                | Tommaso Battiloro                           | emeritierter Bischof von San Severo (Königreich Neapel)          | 14. Dezember 1767  |                    |
| 7                                                | Stephanus Antonius Aucher                   |                                                                  | 5. Juli 1796       |                    |
| 8                                                | Carlo Gigli                                 | emeritierter Bischof von Tivoli (Italien)                        | 1880               | 1881               |
| 9                                                | Eugène-Jean-Claude-Joseph Desflèches MEP    | emeritierter Apostolischer Vikar von Ost-Sichuan (China)         | 20. Februar 1883   | 7. November 1887   |
| 10                                               | Joseph-Adolphe Gandy MEP                    | Koadjutorerzbischof von Pondicherry (Indien)                     | 15. Januar 1889    | 29. September 1892 |
| 11                                               | Giovanni Battista Bertagna                  | Weihbischof in Turin (Italien)                                   | 1901               | 1905               |
| 12                                               | Giuseppe Fiorenza                           | emeritierter Erzbischof von Siracusa (Italien)                   | 11. Dezember 1905  | 27. Januar 1924    |
| 13                                               | Georges-Prudent-Marie Bruley des Varannes   | emeritierter Bischof von Monaco (Monaco)                         | 13. Februar 1924   | 29. Mai 1943       |
| 14                                               | Alain Guynot de Boismenu MSC                | emeritierter Apostolischer Vikar von Papua (Papua und Neuguinea) | 18. Januar 1945    | 5. November 1953   |
| 15                                               | Alfredo Bruniera                            | Apostolischer Delegat, Apostolischer Nuntius Kurienerzbischof    | 12. Dezember 1954  | 26. März 2000      |